# Costermano sul Garda
Costermano sul Garda (Costermàn in veneto) è un comune italiano di 3 992 abitanti della provincia di Verona nel Veneto.

## Geografia fisica

### Territorio
Costermano dista circa 35 chilometri da Verona. Rispetto al capoluogo è in posizione nord ovest. È al centro delle vie di comunicazione che portano al medio lago, Garda e sul Monte Baldo, direttamente per il lato ovest San Zeno di Montagna e indirettamente per il lato est attraverso Caprino. Costermano, come Roma, si sviluppa su sette colli: Castello, Montegolo, Are di Sopra, Le Guardie, Boffenigo, Murlongo e Baesse.

#### La Valle dei Mulini
La Valle dei Mulini è un'area di eccezionale valore naturalistico che dal 2000 è stata dichiarata Sito di Interesse Comunitario (SIC) per la presenza nel territorio di specie animali e vegetali che hanno un elevato pregio naturalistico e che sono elencate nelle direttive Habitat (92/43/CEE) e sito NATURA2000, di cui solo 19 siti che si trovano nella provincia di Verona hanno questa sigla europea e sono salvaguardati dalla dall'Unione Europea. (SIC IT3210007 Monte Baldo, Val dei Mulini, Senge di Marciaga, Rocca di Garda.)
La Valle dei Mulini è una piccola vallata che è stata scavata dal torrente Tesina all’interno delle colline moreniche del Garda dislocate tra i due comuni di Garda e Costermano sul Garda e rappresenta un luogo ad alta valenza ambientale, geologica e paesaggistica che permettono l’insediamento di una grande diversità vegetale e animale. Questa vallata inoltre rappresenta un importante corridoio fluviale ed ecologico ad altissima valenza.
In questo territorio sono stati individuati i seguenti ambienti:
- Alveo fluviale rappresentato dall’ambiente acquatico.
- Sorgenti pietrificanti caratterizzate da formazioni di travertino con presenza di muschi
- Prati umidi di fondovalle caratterizzati da suolo saturo d’acqua.
- Ambiente boschivo dislocato lungo i versanti vallivi termofili.
- Oliveti, ambienti coltivati ad Olea europea.
- Muretti a secco con presenza di felci del genere Asplenium.
- Ambiente ripario con presenza di alberi autoctoni.
- Zone antropizzate caratterizzate da antiche corti rurali, un tempo usate come molini e ora trasformate in abitazioni.
- Zone a prato arido.

Grazie alla presenza di questo mosaico di habitat sono state censite 235 specie vegetali rappresentative di 69 famiglie. A livello faunistico l’intera valle costituisce un importante corridoio ecologico che aiuta alcune fasi importanti della vita di molte specie di uccelli e quanto riguarda le specie nidificanti si evidenziano capinera, canapino, ballerina bianca, allocco, ghiandaia, sparviere, picchio rosso maggiore, picchio verde, upupa, cuculo e tanti altri.
Parlando di mammiferi è stata accertata la presenza di tasso, volpe, riccio, scoiattolo europeo, faina, capriolo, talpa e altri micromammiferi.
La profonda incisione fluviale operata dal torrente Tesina che arriva a circa 100 metri, ha dato luogo a delle rare sezioni geologiche naturali che sono uniche in tutto l’anfiteatro morenico del Garda e queste sono costituite dai ripidi versanti tra loro strapiombanti presenti nella valle.
La diversa erodibilità dei litotipi favorisce pertanto il rapido arretramento selettivo dei versanti, attraverso successivi fenomeni di crollo, determinando fenomeni di instabilità diffusi e possibili situazioni di pericolo. La vallata è infatti caratterizzata da numerosi fenomeni erosivi con anche situazioni di instabilità e con alcune cornici sporgenti sottoescavate, che potrebbero staccarsi e crollare e, conferma di ciò, l'evento franoso del 31 dicembre 2020 ha messo a nudo l'estrema fragilità dell'intera valle.
Nell'ottobre 2023, dopo un'indagine della trasmissione italiana Report, il comune è finito al centro di un vortice polemico circa la pessima gestione del territorio

## Storia
I primi insediamenti di cui restano testimonianze certe nel territorio di Costermano appartengono all'Età del bronzo (1800–1000 a.C.) ed è rappresentato dagli elementi ceramici rinvenuti in località Maoni: cocci con ansa lunata e vasi biconici. Si trattava probabilmente di un modesto centro agricolo e pastorale costituito solo da alcune capanne, posto su uno sperone morenico dominante la Valle dei Mulini. Dell'Età del ferro abbiamo alcune testimonianze della frequentazione umana con le incisioni rupestri delle Sengie di Marciaga che raffigurano guerrieri con spade e cavalieri.
Ritrovamenti di epoca romana avvennero nel 1897 ed all'inizio del '900 a Valdoneghe, nelle località di Castello e Campo della Morte ed a Ca' Nova di Albarè (sepolture con corredi, coperchio di sarcofago, bronzetto di divinità).
Lo sviluppo di veri e propri stanziamenti che daranno origine ai centri di Costermano, Marciaga, Castion, e Sapora (attuale Albarè) è in realtà la conseguenza della presenza di possedimenti del monastero di Santa Giulia di Brescia.
Il comune si è sviluppato in seguito all'unione dei più piccoli comuni di Castion/Marciaga e Albarè della Gardesana con Costermano.
Fino al 1928 Costermano e Castion erano due comuni distinti; il 9 aprile 1928 vennero uniti tramite un regio decreto e venne stabilito che Costermano sarebbe diventato il capoluogo. (Nota prefettizia 30.04.1928 nº 1583). Il primo podestà dopo l'unione fu Gaetano Sometti, a cui successero nel 1931 Pier Camillo Tusini e nel 1939 Giovanni Ferrario. Dopo la liberazione il primo sindaco fu Umberto De Beni, seguito da Ottavio Pellegrini (1947-1951), Giovanni Ferrario (1951-1956), Luigi Benedetti (1956-1980), Franco Ferrarini (1980-1995), Giorgio Castellazzi (1995-2004), Fiorenzo Giuseppe Lorenzini (2004 - 2014) e Stefano Passarini (dal 2014).
I centri fecero parte della pieve di Garda e della Gardesana di Terra e dell'Acqua. Lo sviluppo economico e demografico recente è influenzato dall'essere situato in vicinanza del Garda.
Castion ospita la splendida villa settecentesca dei conti Pellegrini-Cipolla, Albarè la bella villa Torri-Giuliari e la chiesetta dei Santi Fermo e Rustico, San Verolo un'antica chiesetta romanica, Costermano il Cimitero Militare Tedesco, che con le sue 22 000 salme è il terzo per importanza in Italia, e la villa Becelli residenza del grande umanista Tommaso Becelli autore del poemetto De Laudibus castri Romani et Benaci.

### Simboli
Lo stemma e il gonfalone sono stati concessi con DPR del 3 giugno 1982. Lo stemma si può blasonare:
Il gonfalone è un drappo partito di bianco e di giallo.

## Monumenti e luoghi d'interesse

### Architetture religiose

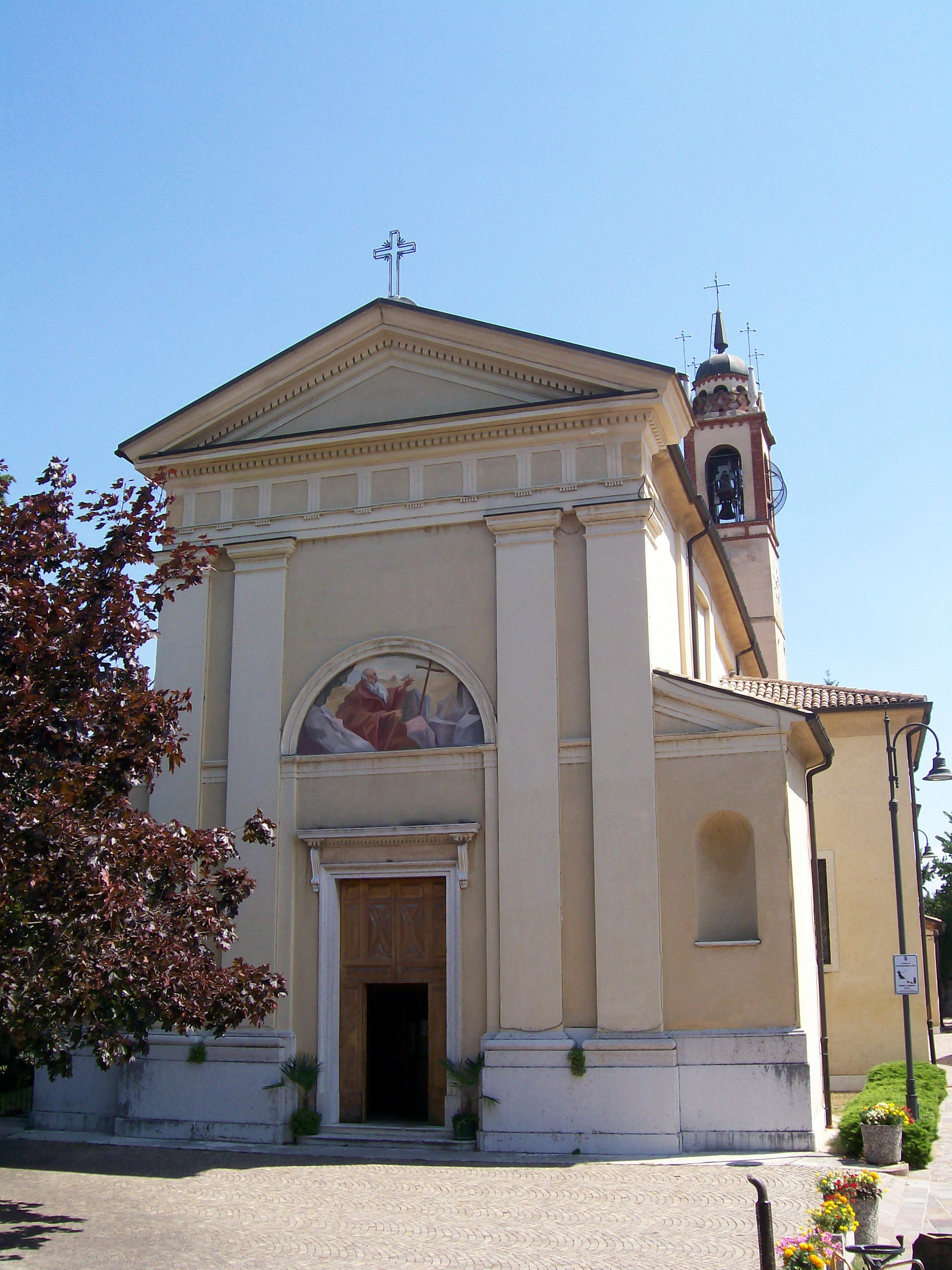
La chiesa parrocchiale di Costermano

- Chiesa di Sant'Antonio Abate, parrocchiale a Costermano, eretta nel 1497 con la tipica architettura neoclassica.[11]
- Chiesa dei Santi Filippo e Giacomo, a Marciaga
- Chiesa di San Lorenzo, ad Albarè
- Chiesa di Santa Maria Maddalena, a Castion Veronese
- Chiesa di San Verolo, a San Verolo
- Chiesa della Santa Croce, a Villa Albarè
- Santuario della Madonna del Soccorso, tra Marciaga e Castion
- Chiesa dei Santi Fermo e Rustico, a sud-est di Albarè
- Chiesa di San Zeno in Bordiono, in rovina, tra Costermano e Albarè

### Ville e parchi

#### Villa Ferrario
Questa villa non è visitabile ed è una proprietà privata. È datata XIX secolo ultimo quarto, è un complesso ottocentesco di disegno planimetrico rettangolare composto e lo stato di conservazione complessivo è discreto. La destinazione principale della villa è uso abitativo e turistico.

#### Villa Torri, Giuliari, Albaré
Questa villa è visitabile e la datazione è la prima metà del XV secolo. Troviamo diversi edifici che compongono tuttora il complesso: il corpo padronale innalzato nell'Ottocento su preesistenze del Quattrocento, le scuderie con portico a tredici arcate e il piccolo oratorio di Santa Croce nonché il bellissimo parco, al cui centro si trova una piccola torre dalla quale si può ammirare la piana di Caprino, il monte Baldo e il lago di Garda. Lo stato di conservazione complessivo è mediocre e possiamo trovare decorazioni come affreschi a carattere sacro. Il periodo di riferimento è il 1736-1737.
Qui è possibile trovare la descrizione di alcune decorazioni :
- Sulla volta del presbiterio, entro una cornice mistilinea di stucco, è affrescato Cristo risorto con la Croce fra angioletti e cherubini. Su un fondale di cielo azzurro e nuvole in contrasto chiare e scure, si staglia diagonalmente una grande croce lignea, macchiata di sangue, sorretta da Cristo in gloria, in parte ricoperto da un mantello color indaco. Il corpo muscoloso di Cristo, con le stimmate in evidenza, si pone in diagonale nel senso opposto alla croce.
- stemma gentilizio - Materiali: pietra - Secolo: XIX - Stato di conservazione: mediocre. Descrizione sintetica: Lo stemma gentilizio dei Giuliari nel fronte principale.
- scalone monumentale - Materiali: pietra - Secolo: XV - Stato di conservazione: mediocre. Descrizione sintetica: Dal cortile antistante la villa, una grande e scenografica scala simmetrica, ornata di verde, conduce alla sommità della collina morenica, dove, tra piante di alto fusto, vi è una pagoda con decorazioni in ferro battuto.[12]

#### Villa Danieli, Marcato, detta Ca' del Diaol
La villa è una proprietà privata a cui si fa come riferimento per il periodo storico all'estremo remoto del XVII con uno stato di conservazione mediocre.

#### Villa Becelli, Rizzardi
La proprietà della villa è privata e la datazione fa riferimento all’estremo remoto del XV secolo. Il complesso è il risultato di adattamenti ottocenteschi su preesistenze del Quattrocento e costituito da un corpo padronale, due alte torri merlate e mura. Lo stato di conservazione complessivo è buono e possiamo trovare affreschi a parete realizzati con intonaco affrescato. In corrispondenza del piano nobile, alcune stanze conservano ancora affreschi con motivi floreali e rappresentazioni a carattere mitologico o paesaggistico, dipinti da Luigi Livieri nel 1818.

#### Villa Marchi
La proprietà della villa è anch’essa privata e si fa riferimento all’estremo remoto XIX secolo, ultimo quarto. Il complesso ottocentesco ha un disegno planimetrico a "L" e si compone di villa e adiacenze. Lo stato di conservazione complessivo è discreto.

#### Villa De Beni Pagliari
Il riferimento temporale è l'estremo recente XIX secolo. Si tratta di una villa con barchessa immersa in un parco e si hanno poche notizie storiche riguardo alla sua origine, ma sicuramente è ottocentesca la configurazione attuale. Lo stato di conservazione complessivo è ottimo.

#### Villa Pellegrini Cipolla

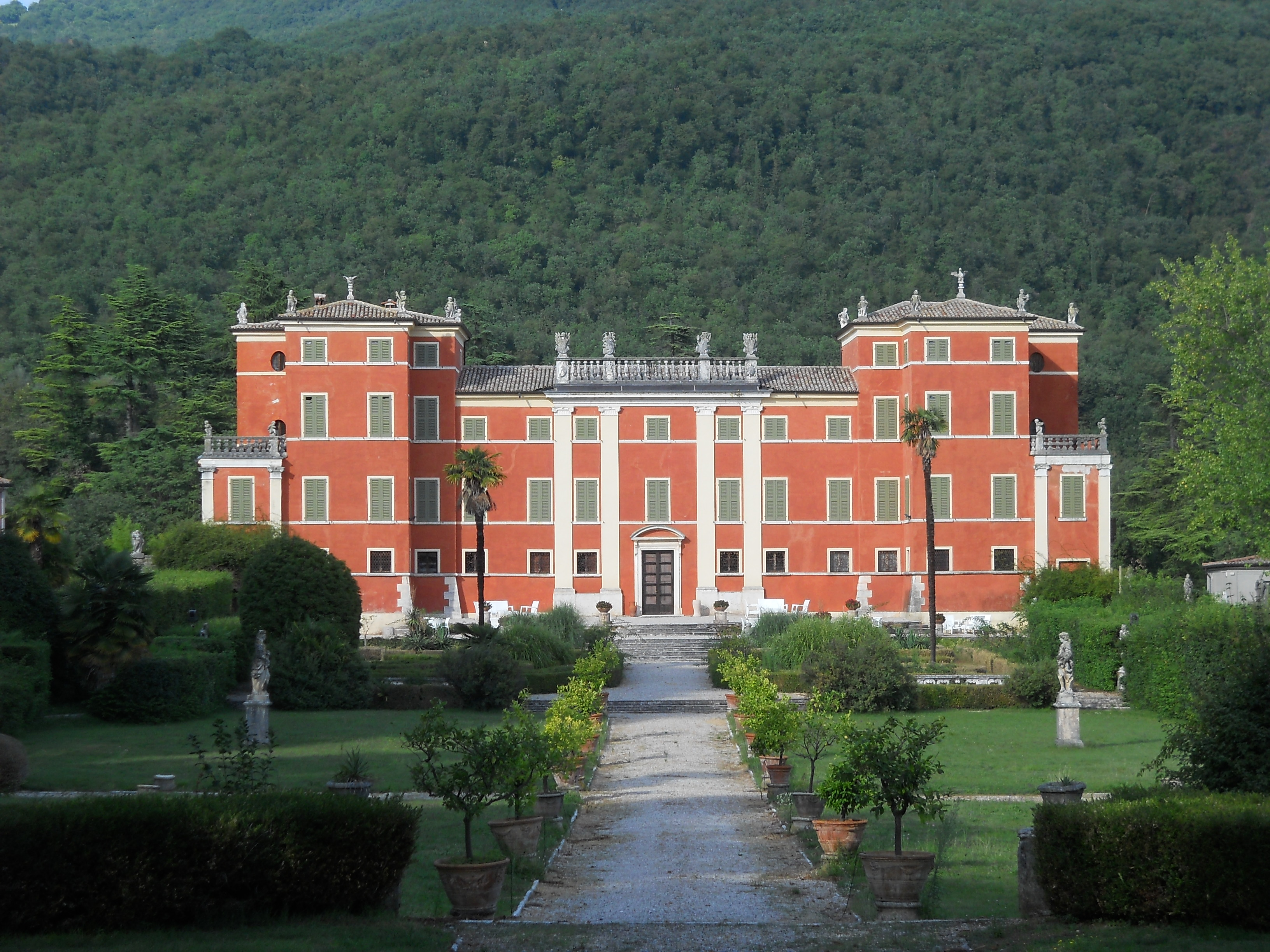
Villa Pellegrini Cipolla a Costermano

La villa è visitabile su prenotazione e come riferimento storico abbiamo l'estremo remoto XVII secolo di Pellegrini Ignazio che la costruì. Fu commissionata da Pellegrini Francesco ed è un complesso del settecento costituito sulle preesistenze del Seicento e formato da villa, parco e giardino, con uno stato di conservazione buono. Attualmente viene impiegato principalmente per congressi, matrimoni ed eventi culturali.
Qui di seguito la descrizione di alcuni elementi decorativi:
- affreschi a carattere mitologico - Materiali: intonaco affrescato - Secolo: XVIII - Stato di conservazione: buono. Descrizione sintetica: La sala delle feste al piano nobile con affreschi raffiguranti personaggi mitologici e scene di vita agreste
- camini a parete - Materiali: pietra - Secolo: XVII - Stato di conservazione: buono
- statue - Materiali: pietra - Secolo: XVII-XVIII? - Stato di conservazione: buono. Descrizione sintetica: Quattro statue rappresentanti le Stagioni.
- statue - Materiali: pietra - Secolo: XVII-XVIII? - Stato di conservazione: buono. Descrizione sintetica: Decorano sulla copertura il fronte principale.
- stucchi cornici - Materiali: lapidei - XVIII secolo - Stato di conservazione: buono. Descrizione sintetica: La sala azzurra con tappezzerie in seta inserite in cornici a stucco.[12]

### Siti archeologici
Verso il Lago di Garda, in prossimità dell’attuale comune di Costermano, si entra in una zona fra l’entroterra e la fascia perilacustre dove sono stati individuati diversi siti di carattere difensivo-militare.
Tra il 1887 e il 1888 , durante i lavori di costruzione della ferrovia Caprino-Garda, furono rinvenute diverse sepolture con corredo. Pochi anni più tardi fu rinvenuto un sarcofago datato tra il II e il III secolo d.C., oggi conservato presso il museo di Cavaion Veronese. Fu individuato un ulteriore sito archeologico, a Castion, frazione limitrofa, prima tramite fotografie aeree e successivamente analizzato tramite campagne di prospezione e di verifica a terra con l’esecuzione di alcuni sondaggi stratigrafici da parte dell’Università di Padova. Lungo il versante meridionale furono individuati due terrazzamenti di cui certamente uno fu interpretato come ipotetica cinta difensiva, collegata ad essa vi era almeno una torre, riutilizzata in epoca moderna come deposito di attrezzi.
Sul lato orientale, la torre è stata oggetto di indagini stratigrafiche che hanno consentito di individuare una sequenza distinta in quattro fasi:
1. fase d’età moderna legata a deposizioni recenti
2. abbandono e progressivo accrescimento del terreno dopo l’abbandono dell’edificio
3. resti di una fase antropica contemporanea all'utilizzo della torre
4. fasi di cantiere della costruzione in muratura all'utilizzo della torre stessa.

Secondo gli studi svolti sui materiali, la datazione del complesso difensivo potrebbe inserirsi tra la fine del VI e l’inizio del VII secolo. Indicatori principali sarebbero una linguetta di cintura (VII sec. d.C.) e pochi frammenti di pietra ollare. Anche i frammenti di ceramica ad impasto refrattario, rinvenuti nel corso dell’indagine, troverebbero confronti con materiali di VI/VII sec. d.C.

### Parchi
Il progetto “Costermano sul Garda Eccellenza Ambientale” ha come obiettivo la definizione di una strategia. In particolare, si focalizza sulla tutela del paesaggio e la qualificazione degli spazi aperti del territorio comunale per incrementare il turismo esperienziale, considerando il contatto con la natura, un elemento imprescindibile. Questo progetto "verde", assolve a funzioni ecologiche ed ambientali ma allo stesso tempo è stato pensato per uno sviluppo sia a livello sociale, che economico, basandosi sulle risorse locali per costruire un'infrastruttura sostenibile nel tempo, dove l'uomo si pone in stretta relazione con la natura circostante.
Il Parco di Interesse Locale nasce dal concetto di "verde da vivere" e si sviluppa a partire dall’esistenza di una zona SIC (Sito di interesse comunitario) di circa 2 milioni di metri quadri. L’idea è stata quella di sovrapporre al Sito l’area del Parco di Interesse Locale, in questa maniera, è stata data l’opportunità a singoli proprietari ma anche imprese, di beneficiare dei finanziamenti stanziati dalla Regione, come ad esempio gli interventi legati al miglioramento della ruralità. Inoltre, la possibilità di accedere ai bandi concessi dalla Comunità Europea, a sostegno delle zone SIC e ai Parchi di Interesse Locale. La strategia del progetto ha individuato 6 aree da utilizzare a livello paesaggistico e funzionale: questo sistema di 6 nuovi parchi per Costermano sul Garda prevede un equilibrio tra informazione, natura e cultura che si snoda in diversi percorsi ciclabili e pedonali.
I 6 Parchi nel dettaglio:
- Parco dello Sport: Situato a Marciaga, è il polo ludico-sportivo del territorio comunale e abbraccia il Bicigrill per poi espandersi intorno ad un sinuoso percorso che connette le aree gioco.
- Parco della Valle dei Mulini: Si sviluppa dai confini con Garda fino a Pizzon, con un percorso di 7 chilometri compresi intorno al Torrente Tesina e la Valle Strova, include qualsiasi target di clientela, in quanto adatto a tutti.
- Parco dell’amicizia dei Popoli: Previsto nella zona del Cimitero Militare Germanico. Il Parco dell'amicizia dei popoli in località Baesse, prevede una serie di “stanze verdi”, caratteristico paesaggio di Costermano sul Garda. Sono tre gli elementi di progetto del verde: il parco è composto dalla piazza di ingresso e da un prato alberato; da un’area gioco e dal prato dei ciliegi; da un comparto meridionale con specchio d’acqua, belvedere e anfiteatro, che si connota quale luogo ideale per diverse attività da quelle più dinamiche e vivaci, a quelle più sedentarie.
- Parco dell’accoglienza: È inteso come porta di accesso all’intero sistema dei parchi. Situato ad Albarè, è stato inquadrato come il punto di informazione per i visitatori, con la funzione di illustrazione territoriale di Costermano.
- Parco del ponte sospeso: Il progetto prevede un ponte pedonale sospeso di 250 metri di lunghezza che attraverserà la Valle dei Mulini. Il ponte è pensato per diventare un circuito pedonale lungo 2,5 km.
- Parco della scoperta: A Castion, è stato pensato un giardino esperienziale, dove ogni area è stata organizzata per stimolare i cinque sensi e scoprire le diverse sfaccettature della natura.[17]

### Alberi monumentali
All’interno del territorio è possibile trovare anche alcuni alberi monumentali e si tratta di beni naturali che hanno una grande importanza che merita tutela e che sono da conservare nella loro integrità strutturale biologica, salvaguardando anche quello che è l'apparato radicale evitando dunque situazioni che possano compromettere la loro stabilità e il loro stato sanitario.
Sono individuati:
- Il cedro di Villa Giuliari
- Le Roverelle di Villa Giuliari[18]

### Cimitero militare tedesco

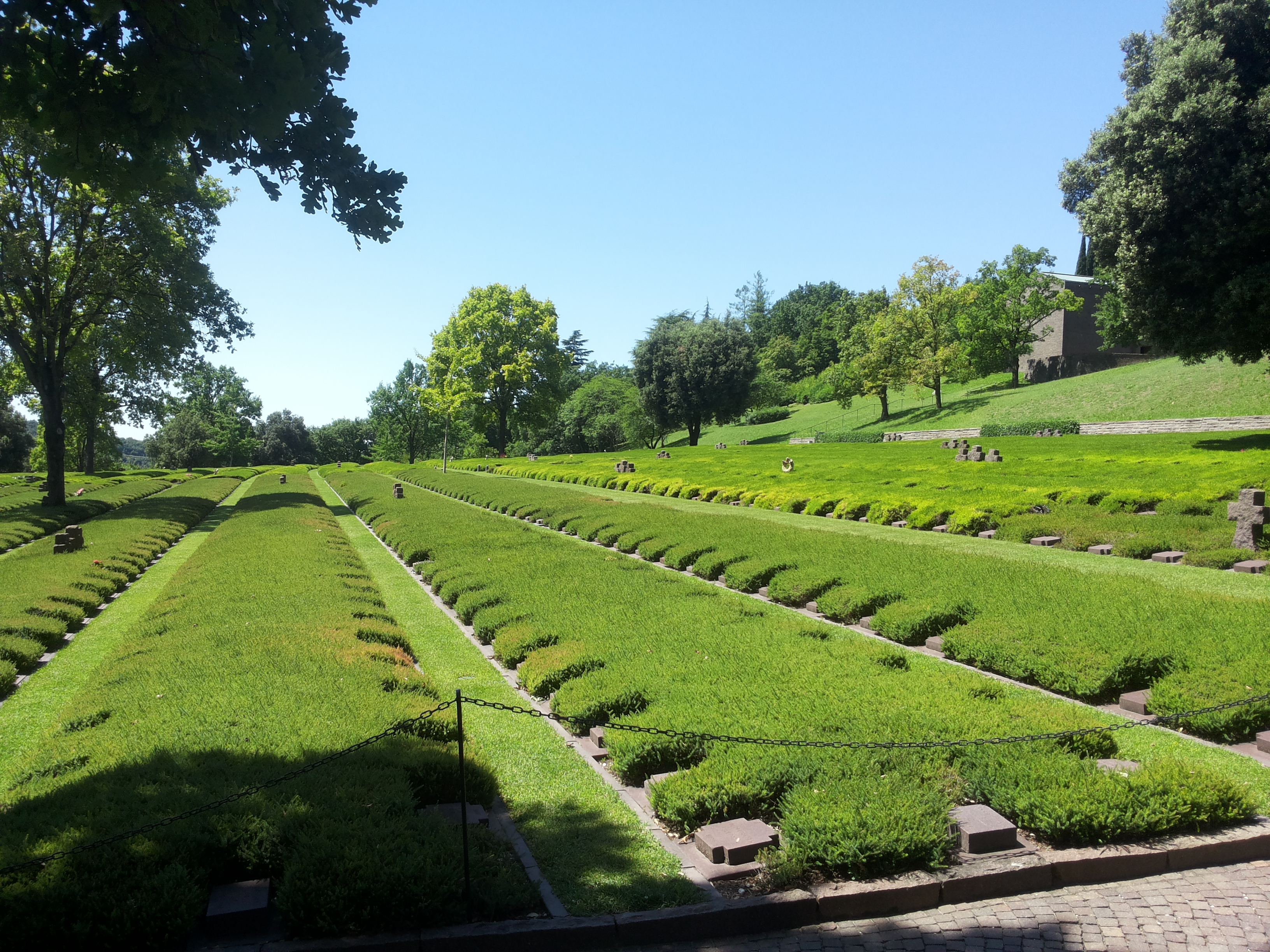
Cimitero militare tedesco - Costermano sul Garda

La fossa di guerra a sud della città di Costermano si trova lungo una piccola dorsale del Lago di Garda e in prossimità del lago l’area è ripida e si estende a est su terrazze pianeggianti e la cima del dorso della montagna offre un'ampia vista sul paesaggio con cime alpine a nord, colline di vino a est e a sud ricoperte di ciano, garda a ovest
Attraverso l'atrio dell'ingresso si può trovare una scalinata larga, fino alla media e alla più grande delle tre terrazze su cui si trovano i tombini. Le singole tombe sono caratterizzate da lastre di pietra inclinate e hanno i nomi, i gradi, le date di nascita e di morte di due morti. Una scala libera poi porta al cimitero della camerata. È possibile vedere una figura di bronzo che rappresenta un giovane in ginocchio. L'onorevole Wimmer è stato chiamato a commemorare le numerose sofferenze subite in occasione dei morti di guerra di Costermano. Il punto più alto mostra, in un piccolo edificio coperto, una mappa realizzata con piastrelle di ceramica in cui sono stati riportati i luoghi dei corpi sepolti a mano. All’ingresso inoltre è possibile vedere un documentario sugli eventi di guerra in Italia all'ingresso del Cimitero.

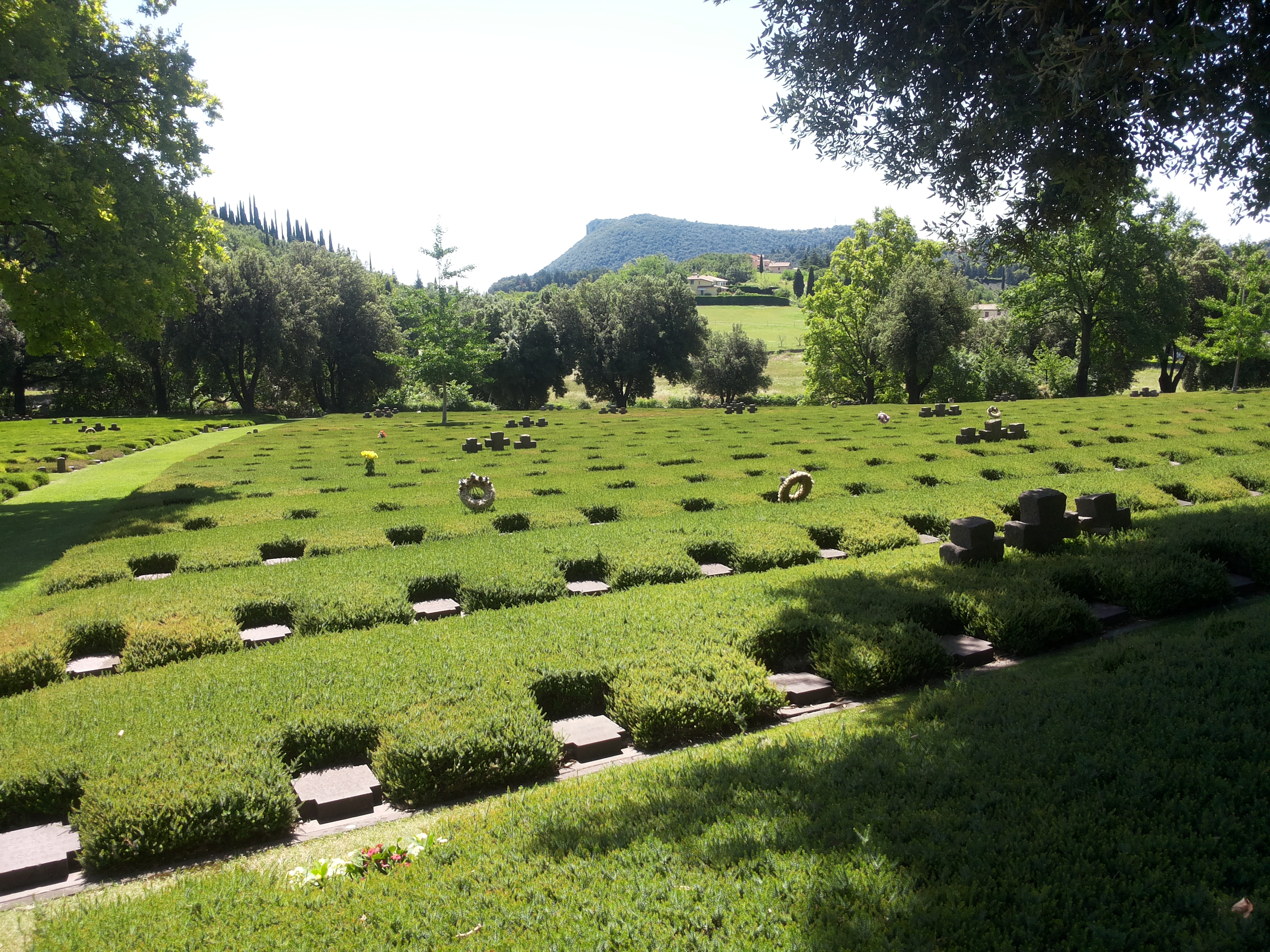
Cimitero militare tedesco

In questo cimitero giacciono i corpi di circa 22 000 tedeschi, morti durante la seconda guerra mondiale sul suolo italiano. Si trattava per la maggior parte di soldati tedeschi e circa 180 persone erano di nazionalità diversa, tra cui molti austriaci, ma anche francesi, italiani e russi e tra le vittime vi sono anche circa 60 donne, tra cui infermiere, assistenti dell'aeronautica e assistenti. Oltre a loro troviamo anche un quattordicenne hitleriano.
I lavori di costruzione delle fosse sono iniziati nel 1955 e l'impianto è stato inaugurato solennemente il 6 maggio 1967 con la partecipazione dei familiari e della popolazione locale. Tra le vittime di guerra sepolte vi sono circa 16 persone che hanno commesso o partecipato a presunti crimini di guerra o crimini contro l'umanità e tra questi figurano anche i membri delle SS Christian Wirth, Gottfried Schwarz e Franz Reichleitner, trasferiti in Italia dal Governatore generale (Polonia) con lo pseudonimo Azione R"Combattere i partigiani italiani nel paese adriatico costiero e distruggere la popolazione ebraica residente. Essi hanno svolto un ruolo fondamentale nell'assassinio di circa due milioni di ebrei e rom nei campi di concentramento di Bełżec, Sobibór, Treblinka e Majdanek. Tutte e tre le persone poi sono state uccise in alcuni scontri con gruppi di resistenza jugoslavi.

### Altri luoghi di interesse

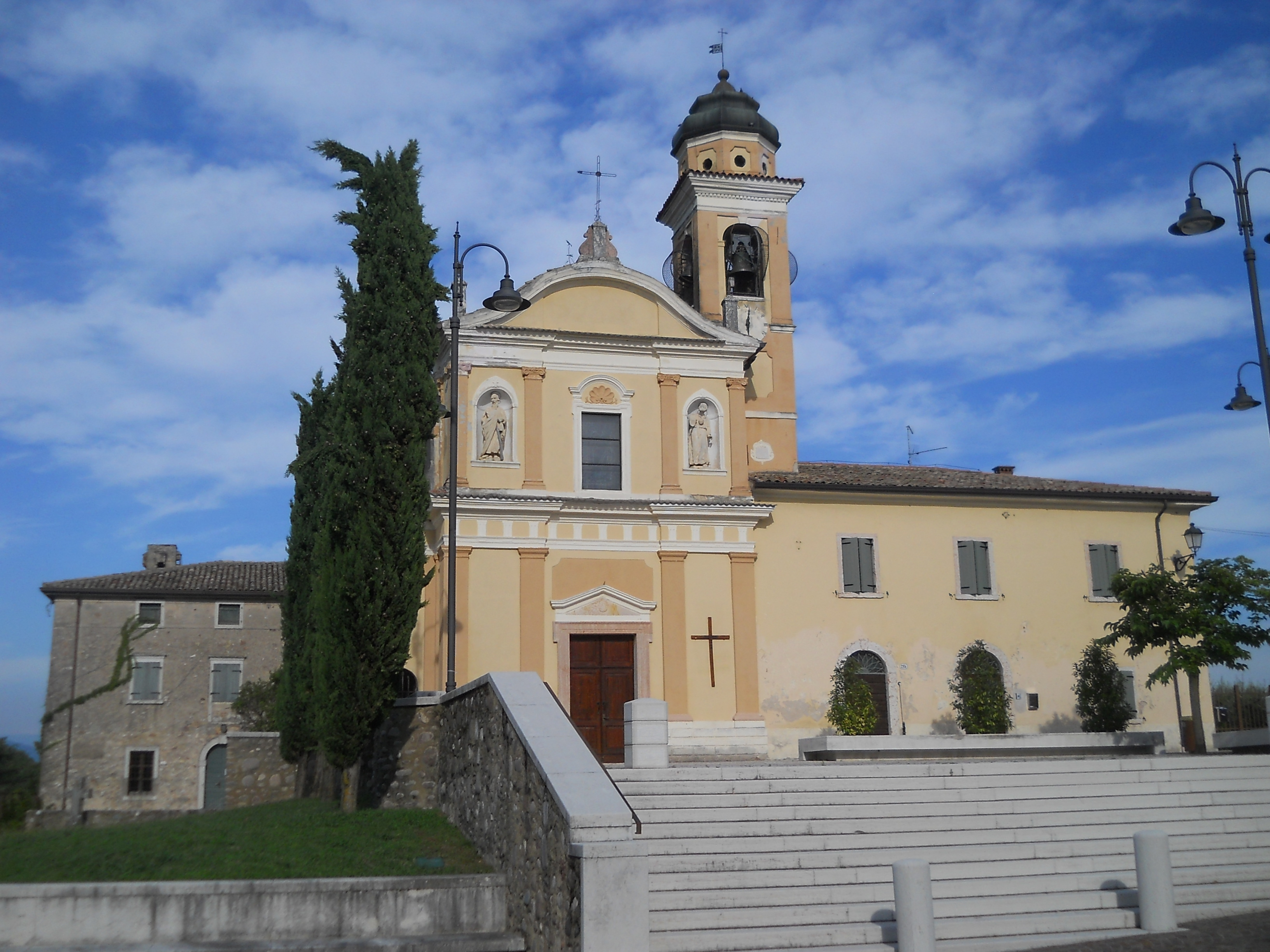
Chiesa parrocchiale dei Santi Filippo e Giacomo Apostoli, a Marciaga

- Chiesa parrocchiale dei Santi Filippo e Giacomo Apostoli, nella frazione di Marciaga
- Madonna del Pign
- Eremo di San Giorgio
- Giardino di casa Biasi
- Lagarina Valley
- Forte di Ceraino

## Società

### Evoluzione demografica
Abitanti censiti

## Cultura

### Eventi
- "Magnalonga": passeggiata enogastronomica con intrattenimento musicale, sui sentieri, ville del comune di Costermano. La manifestazione si tiene la terza domenica di settembre.
- "Quarta d'agosto". La sagra parte dal XVII secolo, come festa religiosa come voto al Cuore Immacolato di Maria in seguito alla peste del 1630. Oltre alla sagra mantiene un profilo religioso. L'aspetto culinario è interessante: risotto di anatra e anara col pien, ricette locali che vengono condivise con Venezia per la vicinanza con l'acqua.

Negli stessi luoghi, sorge una dimora signorile di fine Settecento, abbandonata alla fine del XX secolo e teatro di leggende che l'hanno resa meta di turisti curiosi.
Ad Albarè:
- San Lorenzo: antica e tradizionale sagra patronale.
- S. Croce: festa presso Villa Torri- Giuliari

A Castion Veronese:
- Santa Maria Maddalena
- Festa dei tordi

A Marciaga:
- Festa dell'Ospite: ultimo fine settimana di luglio, festa tradizionale popolare con specialità locali e folklore.
- Festa dei biscotti: 8 dicembre, antica festa paesana con degustazione delle castagne "biscotti" e altri prodotti locali, trippa e vin brulé

## Amministrazione
| Periodo     | Periodo     | Primo cittadino               | Partito                                                                | Carica  | Note   |
| ----------- | ----------- | ----------------------------- | ---------------------------------------------------------------------- | ------- | ------ |
| 1928        | 1931        | Gaetano Sometti               |                                                                        | Sindaco |        |
| 1931        | 1939        | Pier Camillo Tusini           |                                                                        | Sindaco |        |
| 1939        |             | Giovanni Ferrario             |                                                                        | Sindaco |        |
|             | 1947        | Umberto De Beni               |                                                                        | Sindaco |        |
| 1947        | 1951        | Ottavio Pellegrini            |                                                                        | Sindaco |        |
| 1951        | 1956        | Giovanni Ferrario             |                                                                        | Sindaco |        |
| 1956        | 1980        | Luigi Benedetti               |                                                                        | Sindaco |        |
| 1980        | 1985        | Franco Ferrarini              |                                                                        | Sindaco |        |
| luglio 1985 | giugno 1990 | Franco Ferrarini              | Democrazia Cristiana                                                   | Sindaco | [ 22 ] |
| giugno 1990 | aprile 1995 | Franco Ferrarini              | Democrazia Cristiana                                                   | Sindaco | [ 23 ] |
| aprile 1995 | giugno 1999 | Giorgio Castellazzi           | Lista Civica                                                           | Sindaco | [ 24 ] |
| giugno 1999 | giugno 2004 | Giorgio Benvenuto Castellazzi | Lista Civica                                                           | Sindaco | [ 25 ] |
| giugno 2004 | giugno 2009 | Fiorenzo Giuseppe Lorenzini   | Lista Civica                                                           | Sindaco | [ 26 ] |
| giugno 2009 | giugno 2014 | Fiorenzo Giuseppe Lorenzini   | Lista Civica                                                           | Sindaco | [ 27 ] |
| giugno 2014 | maggio 2019 | Stefano Passarini             | Lista civica "Costermano in Comune"                                    | Sindaco | [ 27 ] |
| maggio 2019 | giugno 2024 | Stefano Passarini             | Lista civica "Per Costermano sul Garda"                                | Sindaco | [ 27 ] |
| giugno 2024 | "in carica" | Stefano Passarini             | Lista civica "Vota Passarini per il Benessere di Costermano sul Garda" | Sindaco | [ 27 ] |

### Gemellaggi
- Oberndorf am Lech, dal 1989[28]